# 타라토르 (소스)
타라토르(레반트 아랍어: طراطور, 튀르키예어: tarator)는 서아시아의 소스이다. 견과류 또는 타히니와 레몬 즙, 마늘이 들어간다. 발칸반도의 오이 요구르트 수프인 타라토르와는 이름이 같지만 다른 음식이다.

## 지역별 타라토르

### 레반트
레반트 요리의 타라토르는 타히니, 레몬 즙, 간 마늘, 소금, 물로 만든다. 팔라펠이나 샤와르마와 함께 내는 소스이다.

### 터키
튀르키예 요리의 타라토르는 호두, 빵, 레몬 즙이나 식초, 간 마늘, 올리브유로 만든다. 오징어 튀김 등과 함께 내는 소스이다.

## 사진

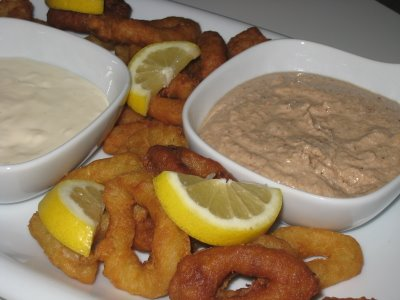
터키식 타라토르와 오징어 튀김

## 같이 보기
- 타르타르 소스